# Trachyarus solyanikovi
Trachyarus solyanikovi är en stekelart som beskrevs av Gokhman 2007. Trachyarus solyanikovi ingår i släktet Trachyarus och familjen brokparasitsteklar. Inga underarter finns listade i Catalogue of Life.